# القديد (ولاية الجلفة)
القديد  بلدية  بدائرة الشارف ولاية الجلفة الجزائرية 

## الموقع
تقع بلدية القديد غرب ولاية الجلفة تبعد حوالي 70كلم عن عاصمة الولاية وجنوب العاصمة الجزائرية بحوالي 316 كلم، تحدها شمالا بلدية الشارف وشرقا بلدية عين وسارة وغربا الصحراء.

## نبذة
تعد بلدية القديد منطقة رعوية بامتياز بحيث تتوفر على حوالي مليون رأس غنم سكانها أهل كرم وجود

## تاريخ
لقد ظهرت مدينة القديد إلى الوجود في بداية العشرية الثامنة من القرن التاسع عشر الميلادي، وأول من بنى بها دار يدعى الشيخ الرتيمي بن الميلود رتيمي وكان ذلك في سنة 1871م بالمكان المسمى عين البطمة، حيث وفرة المياه التي كان يستغلها في سقي أرضه وكان البدو والرحل يفدون داره من كل حدب وصوب باتجاه هذه العين وأصبحوا يسترخون عنده من عناء السفر والارتحال.